# Corylopsis spicata
Corylopsis spicata er en lille, løvfældende busk med en åben, udspærret vækst. Hovedgrenene kan være noget vredne. Blomsternes duft minder om Kodriver-duft. 

## Beskrivelse
Barken er først beige med gulbrune hår. Senere bliver den olivengrå, og til sidst er den rent grå og glat. Knopperne er spredte, tilliggende og gulhårede med krum spids. Bladene er ægformede med tandet og børstehåret rand. Oversiden er blank og blågrøn, mens undersiden er grågrøn og håret. Høstfarven er gul-orange. 
Blomstringen sker før løvspring i april. Blomsterne er samlet i hængende klaser, og de enkelte blomster er lysegule med røde støvdragere. Frugterne er brune kapsler, men frøene modner ikke i Danmark.
Rodnettet er vidt forgrenet (også udenfor drypzonen) og meget fint forgrenet helt op i jordoverfladen.
Højde x bredde og årlig tilvækst: 1,50 × 2 m (7,5 × 10 cm/år).

## Hjemsted
Busken hører hjemme i Japan, hvor den optræder i forholdsvis tørre bjergskove med humusrig, ganske let sur jordbund. Arten er nøje knyttet til serpentinområdet nær Kouchi by på Shikoku.